# Якутский шрифт Брайля
Якутский шрифт Брайля — разновидность шрифта Брайля для якутского языка, созданная на основе русского шрифта Брайля с дополнительными комбинациями точек, соответствующими некоторым буквам якутского алфавита.
Язык саха как язык коренной нации, давшей название республике, является государственным языком Республики Саха (Якутия), наряду с русским.
Язык саха (саха тыла) относится к тюркской группе языков, однако занимает в ней обособленное положение. Современный якутский алфавит базируется на кириллице и содержит 40 букв (8 означают гласные звуки, 32 - согласные звуки). 7 букв введены дополнительно к русскому алфавиту для обозначения специфических якутских звуков.
Составителем якутского рельефно-точечного шрифта по системе Брайля является Иван Николаевич Егоров-Горный.
Иван Николаевич Егоров родился 5 июня 1935 г. в Нюрбаганчинском наслеге Горного района в многодетной семье колхозников. В 1943 г. он поступил в Ертскую семилетнюю школу, расположенную в сотнях километров от родного дома. В третьем, четвертом классах он обучался в Синской и Тонгулахской начальных школах, но с пятого класса из-за болезни глаз вынужден был оставить учебу и пять лет провести дома. Только в 1952 г. он продолжил учебу в республиканской школе для слепых детей, которая тогда находилась в местности Доллу Мегино-Кангаласского района. А в 1958 г. он окончил Бердигестяхскую среднюю школу с золотой медалью и в том же году поступил в Ленинградский государственный педагогический институт им. Герцена.
Иван Николаевич с 1963 по 1985 г., до выхода на пенсию, работал учителем математики в республиканской школе для слепых детей. Он был там неизменным руководителем методического объединения учителей естественно-математического цикла, а также руководителем организованного им шахматного кружка для детей.
Свое первое стихотворение Иван Егоров написал, когда был учеником восьмого класса Бердигестяхской средней школы, его напечатали в 1955 г. в стенгазете школы. Затем свои стихи он стал записывать в специальную тетрадь, используя созданный им самим рельефно¬-точечный шрифт по системе Брайля. Поэт Иван Горнай (так пишется его фамилия на якутском языке) сочинил более тридцати поэм и сотни стихотворений.
Иван Николаевич Егоров-Горный - известный незрячий поэт и публицист, тифлопедагог, ветеран педагогического труда, член Союза писателей Республики Саха (Якутия), заслуженный работник культуры Республики Саха (Якутия), отличник образования Республики Саха (Якутия), награжден знаком «Гражданская доблесть».
На основе созданного И. Н. Егоровым рельефно-точечного шрифта группой брайлистов в 1992 г. был разработан и составлен якутский рельефно-точечный шрифт по системе Брайля, которым незрячие пользуются по настоящее время.
Первой книгой, изданной по системе Брайля на якутском языке в Республиканской библиотеке для слепых, является книга А. С. Пушкина «Хоһооннор» («Стихи»). Она была удостоена диплома 2 степени 2 Всероссийского конкурса на лучшее репродуцированное издание для инвалидов по зрению, посвященное 200-летию А. С. Пушкина. С тех пор в библиотеке ежегодно выпускается по 15-17 названий малотиражных изданий.
Якутский рельефно-точечный шрифт по системе Брайля